# Fossò

Ubicación del municipio de Fossò en el Venecia.

Fossò es una localidad italiana de la provincia de Venecia, región de Véneto, con 12.789 habitantes.

## Evolución demográfica
| Gráfica de evolución demográfica de Fossò entre 1861 y 2011 |
|                                                             |
| Fuente ISTAT - elaboración gráfica de Wikipedia             |